# TT Centauri
TT Centauri (TT Cen / CD-60 4608 / CGCS 3367) es una estrella variable en la constelación de Centauro.
Su distancia al sistema solar no es bien conocida; diversas fuentes dan una cifra comprendida entre 2900 y 4500 años luz.
De tipo espectral CSe, TT Centauri es una estrella de carbono con ciertos atributos propios de una estrella de tipo S.
Las estrellas con estas cualidades son muy poco frecuentes, siendo UY Centauri el prototipo de las «estrellas SC».
TT Centauri tiene una temperatura superfical de 2400 K y su luminosidad es 6500 veces superior a la luminosidad solar.
En la actualidad, pierde masa estelar a razón de 2,5 × 10-7 masas solares por año.
Otra característica de estas estrellas es su gran tamaño; el radio de TT Centauri es ~ 475 veces más grande que el radio solar, equivalente a 2,2 UA; si estuviese en el lugar del Sol, las órbitas de los cuatro planetas interiores quedarían englobadas en el interior de la estrella.
TT Centauri es una variable Mira cuyo brillo oscila entre magnitud +11,5 y +16,5 a lo largo de un período de 462 días.
En estas variables —entre las que se cuentan Mira (ο Ceti) y R Centauri— la inestabilidad proviene de pulsaciones en la superficie estelar, lo que provoca cambios de color y brillo.
En el transcurso de unos millones de años TT Centauri expulsará sus capas externas creando una nebulosa planetaria, quedando el núcleo remanente como una enana blanca.